# 대한민국 민법 제607조
대한민국 민법 제607조는 대물반환의 예약에 대한 민법조문이다.

## 조문
제607조(대물반환의 예약) 차용물의 반환에 관하여 차주가 차용물에 갈음하여 다른 재산권을 이전할 것을 예약한 경우에는 그 재산의 예약당시의 가액이 차용액 및 이에 붙인 이자의 합산액을 넘지 못한다.

第607條(代物返還의 豫約) 借用物의 返還에 關하여 借主가 借用物에 가름하여 다른 財産權을 移轉할 것을 豫約한 境遇에는 그 財産의 豫約當時의 價額이 借用額 및 이에 붙인 利子의 合算額을 넘지 못한다.

## 사례
- 갑은 사채업자에게서 1억 원을 빌리면서 정해진 시일까지 갚지 못하면 시가 7억 원 상당의 토지를 넘겨주기로 한 경우, 이는 대물변제의 예약에 해당하고 예약을 할 당시의 토지 가액이 빌린 돈의 원금과 이자를 합한 금액을 초과하여 효력이 없다[1]

## 판례
- [2]

## 참고문헌
- 김용직. (1981, 6). 민법 민법 제607조ㆍ제608조. 고시계, 26(7), 225-228.

## 같이 보기
- 대물변제의 예약
- 양도담보